# Авиационная дивизия

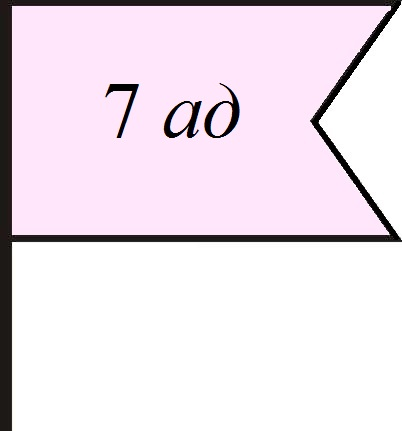
Условный знак авиационной дивизии на оперативно-тактической карте.

Авиационная дивизия — основное авиационное тактическое соединение, предназначенное для решения тактических и оперативных задач в системе вооружённых сил (ВС) государства.
Авиационная дивизия дальней (стратегической) авиации может решать стратегические задачи. В рабочих или служебных документах используется сокращение данного словосочетания — ад, например 8 ад.
В соответствии с организационно-штатной структурой (штата) формирования должность командира ад в ВВС и ВПВО ВС СССР была генерал-майор авиации.

## Выполнение задач
Свои задачи авиационная дивизия выполняет в определенном районе боевых действий, как правило, в тактической и ближайшей оперативной глубине обороны противника. В зависимости от рода авиации, к которому принадлежит, авиадивизия выполняет присущие этому роду авиации задачи в операциях сухопутных войск, военно-морского флота, а также при проведении воздушных и воздушно-десантных операциях, операциях во взаимодействии с соединениями и частями других родов авиации и родов войск видов вооружённых сил, отдельных родов войск ВС.

## Состав
Авиационная дивизия состоит из:
- управления (штаб, службы, отделы, отделения и так далее);
- нескольких авиационных полков (крыльев, эскадр) одного рода авиации (в смешанных авиационных дивизиях — из частей различных родов авиации);
- частей (подразделений) обеспечения.

## В составе
Авиадивизии могут быть отдельными, то есть их командир подчинён непосредственно управлению авиации округа (фронта) и так далее или входить в состав авиационного оперативного объединения — воздушная армия (соединения — авиационный корпус).

## Классификация по типу
В зависимости от рода авиации ад бывают:
- истребительная авиационная дивизия (иад);
- бомбардировочная авиационная дивизия (бад);
- тяжёлая бомбардировочная авиационная дивизия (тбад);
- истребительно-бомбардировочная авиационная дивизия (ибад);
- штурмовая авиационная дивизия (шад);
- смешанная авиационная дивизия (сад);
- морская ракетоносная авиационная дивизия (мрад);
- транспортная авиационная дивизия (тад);
- другие.

Помимо наименования по № сил и типу рода авиации авиационные дивизии могут получать наименование в зависимости от решаемых задач: дивизия авиационной поддержки (ВВС ВС ФРГ).

## Способы ведения боевых действий
Авиационная дивизия выполняет боевые задачи способом ведения военных (боевых) действий, присущих конкретному роду авиации.

## Состав, по государствам

### ВВС ВС США
В ВВС ВС США авиационные дивизии состояли, как правило, из трёх авиационных крыльев и подразделений материально-технического обеспечения. Авиационная дивизия ВС США входят в состав воздушной армии или непосредственно в Авиационные командования ВС.
Истребительная авиационная дивизия тактической авиации командования США насчитывает свыше 200 тактических истребителей. Тяжёлобомбардировочная авиационная дивизия стратегической авиации командования США состоит из 45 — 60 бомбардировщиков B-52 и 45 — 60 самолётов-заправщиков КС-135.
В современных ВВС ВС США дивизионное звено управления упразднено, авиационные крылья входят напрямую в состав Командования или Главного Командования ВВС ВС США.

### В ВВС ВС СССР
В ВВС ВС СССР авиационные дивизии начали формироваться с 1938 года, в связи с успехами оборонной промышленности Союза, и в соответствии с планами военного строительства. Решение о реорганизации ВВС РККА, когда из авиационных бригад создавались авиационные дивизии было принято в начале 1941 года. 25 февраля 1941 года ЦК ВКП(б) и СНК СССР приняли постановление «О реорганизации авиационных сил Красной армии», предписывающее в течение года сформировать 25 управлений авиационных дивизий и более 100 авиационных полков. Всего по состоянию на 22 июня 1941 года в составе ВВС Красной Армии насчитывалось 79 авиационных дивизий. В начальный период войны большинство авиационных дивизий имели наименование без указания принадлежности к роду авиации. В последующем дивизии были переформированы по штатам, предусматривающим формирование дивизии по принципу вхождения в её состав авиационных полков одного рода авиации:
- Истребительная авиационная дивизия (иад);
- Штурмовая авиационная дивизия (шад);
- Бомбардировочная авиационная дивизия (бад).

Часть ад была сформирована по смешанному принципу, получали наименование — смешанная авиационная дивизия (сад) и в её состав входили полки различных родов авиации:
- истребительной;
- бомбардировочной;
- штурмовой.

Всего во время войны существовало 45 смешанных авиационных дивизий, которые просуществовали до лета 1942 года. Только пять дивизий продолжали ведение боевых действий до ноября 1944 года, после чего переименованы в штурмовые авиационные дивизии, сохранив свою нумерацию сил, а 1-я гвардейская смешанная авиационная дивизия была переименована в 16-ю гвардейскую истребительную авиационную дивизию.
Наряду со сформированными дивизиями в ВВС РККА существовали также транспортные, особого назначения, дальнего действия дивизии.
В авиации Военно-морского флота существовали истребительные, минно-торпедные, смешанные и бомбардировочные авиадивизии.
Авиационная дивизия в годы Великой Отечественной войны в ВВС РККА обычно состояла из управления, трёх авиационных полков и насчитывала 98 самолётов в бомбардировочной или 124 самолёта — в истребительной и штурмовой дивизий.
Поскольку авиадивизии обычно рассредотачивались полками по отдельным аэродромам, к каждому авиационному полку придавались отдельные наземные части боевого и тылового обеспечения. То есть, в отличие от дивизий в сухопутных войсках, в авиационных дивизиях различные по типу формирования дивизионного комплекта были представлены не в единственном числе, и их количество напрямую зависело от количества занимаемых ею аэродромов базирования.
К примеру, состав 16-й гвардейской истребительной авиационной Свирской Краснознаменной дивизии на 1990 год входили:
- Штаб и управление дивизии город Дамгартен

часть при штабе:
- 102-й авиационно-технический полк

Полки и приданные им части:
- 33-й истребительный авиационный полк, Виттшток
  - 422-й отдельный батальон аэродромно-технического обеспечения
  - 127-й отдельный батальон связи и радиотехнического обеспечения
  - 522-й отдельный батальон связи
- 773-й истребительный авиационный полк, Дамгартен
  - 447-й отдельный батальон аэродромно-технического обеспечения
  - 168-й отдельный батальон связи и радиотехнического обеспечения
  - 366-й отдельный батальон связи
- 787-й истребительный авиационный полк, г.Эберсвальде
  - 424-й отдельный батальон аэродромно-технического обеспечения
  - 154-й отдельный батальон связи и радиотехнического обеспечения.